# Министерство жилищно-коммунального хозяйства Татарской АССР
Министерство жилищно-коммунального хозяйства Татарской АССР (тат. Татарстан АССР торак-коммуналь хуҗалыгы министрлыгы) — орган государственной власти Татарской АССР.
Подчинялось ЦИК ТАССР (до 1938 года), Совету Министров ТАССР (до 1946 года — СНК ТАССР) и одноимённому министерству (до 1946 года — народному комиссариату) РСФСР.

## История
Образовано в 1931 году как Народный комиссариат коммунального хозяйства ТАССР; ранее его функции исполнял одноимённое управление, которое в разные времена находилось при Наркомате внутренних дел ТАССР либо СНК ТАССР. В 1946 году преобразовано в одноимённое министерство. Упразднено Указом Президиума Верховного Совета ТАССР от 31 мая 1989 года с передачей функций производственному объединению жилищно-коммунального хозяйства ТАССР.

### Официальные названия
- Народный комиссариат коммунального хозяйства ТАССР (1931—1946)
- Министерство коммунального хозяйства ТАССР (1946—1971)
- Министерство жилищно-коммунального хозяйства ТАССР (1971—1989)

## Министры[2][3]
- Аитов, Гарей Валиуллович (1931—1932, годы жизни: 1898-после 1947),
- Маликов В. В. (1932—1933, ?-?)
- Никольский, Василий Николаевич (1933—1934, 1888-1938)
- Газым Касымов[баш.] (1934—1935, 1891-1937)
- Исхаков, Мухамет Хазипович (1935—1938, 1898-1938)
- Галеев, Михаил Иванович (1938, ?-?)
- Сорвин, Александр Иванович (1938—1940, 1898-1958)
- Пелипенко, Кузьма Маркович (1940—1943, ?-после 1943)
- Данько, Константин Васильевич (1943—1947, ?-?)
- Исламов, Якуб Исламович (1947—1953, ?-?)
- Котов, Леонид Николаевич (1953—1963, 1912-1995)
- Донауров, Борис Николаевич (1963, 1916-2005)
- Кириллович, Александр Александрович (1963—1965, 1912-1983)
- Тунаков, Павел Дмитриевич (1965—1966, 1907-1984)
- Иванов, Владимир Степанович[тат.] (1966—1980, 1917-1993)
- Акимов, Юрий Петрович (1980—1989, 1932-2008)